# Георги I Тертер
Гео̀рги I Тѐртер или Георги Тертер I е цар на България в периода 1280 – 1292 г.

## Произход
Георги I Тертер е брат на крънския деспот Елтимир (или Алдимир). Двамата са от кумански произход. Според историка Пламен Павлов техните предшественици са избягали в България след 1241 г., спасявайки се от размирици в Унгария. Те произлизат от куманската владетелска династия Тертероба, а хан Котян вероятно е техен близък родственик или дори пряк предшественик.

## Възцаряване
През 1276 г. в България започва въстание начело с Ивайло, което има за цел да прогони от страната татарите, които опустошават и безчинстват из цяла Североизточна България. След като грабителските банди, изпратени от хан Ногай, са разбити, цар Константин Асен приема Ивайло като заплаха. Царската войска потегля на поход, но е пресрещната от въстаниците на неизвестно място и е разбита. В сражението е убит и самият цар, след което много от областите на царството, отчаяни от слабото управление на болния цар, преминават на страната на Ивайло.
Царица Мария Палеологина Кантакузина, която де факто упражнява властта в Търново сама, след неуспешния за Ивайловите войски щурм на Търновград се омъжва за Ивайло, който става законен цар. По това време Георги Тертер се споменава като част от обкръжението на царица Мария.
След много успехи срещу византийците Ивайло е атакуван в гръб от татарите. Докато вниманието на Ивайло е отвлечено от войските на Ногай при Дръстър, Михаил VIII Палеолог успява да събере нови сили и да прегрупира войските си, начело на които поставя зет си Иван Асен – син на бившия български цар Мицо, който успява да превземе множество укрепени български градове, сред които и Търново, след което е коронясан за цар. Тук видният болярин Георги Тертер е споменат като „опозиция“ на новодошлия владетел. За да парира въздействието му и да го привлече за съюзник, Иван Асен III предлага на Тертер ръката на сестра си Кира-Мария Асенина. Решил се да се сроди с новия български цар, Тертер приема да изпрати законната си първа съпруга Мария и сина си Теодор Светослав в Константинопол като заложници.
Междувременно Ивайло успява да разбие татарите и да се измъкне от обсадата им. С войските си Лахана се насочва към столицата Търново, където настава смут. В този момент Иван Асен III напуска столицата, задигайки царската хазна. След бягството на Асен търновските боляри започват процедура по избор на нов цар.
Междувременно походът на Ивайло се проваля, тъй като много от войниците му го напускат и това налага той да потърси помощ при Ногай, където е убит по заповед на самия хан.
В Търново болярите избират за свой цар своеобразния водач на българското болярство – Георги Тертер, който е коронясан за владетел под името Георги I.

## Цар на България
След като Тертер става цар обаче, много феодали, виждайки „беззащитността“ на царя, се отцепват от централната власт в Търново. Сред тях са видинският деспот Шишман I (баща на бъдещия цар Михаил III Шишман Асен), севастократор Калоян и болярите Дърман и Куделин. Други просто започват да водят своя политика в провинциите, като само формално признават върховенството на Търновград. Търновският цар постепенно се превръща от единствен владетел и самодържец на българите в по-скоро „пръв между равни“.
Георги I донякъде се опитва да се възползва от ситуацията на Балканите. По това време неаполитанският крал Шарл I Анжуйски организира кръстоносен поход против Византия с цел отвоюване на Константинопол и възстановяване на Латинската империя. Царят се включва в подготвяната антивизантийска коалиция и започва да събира войски.
Император Михаил VIII Палеолог обаче сключва договор за съюз и разбирателство между Златна орда и Византия, като омъжва незаконната си дъщеря Ефросина за татарския хан. Палеолог е наясно, че ако някой от балканските владетели допусне западни войски на Балканите, Константинопол ще бъде превзет и Византия ще бъде повторно унищожена. Затова през 1282 г. 40 000 татарски конници нахлуват в България и я опустошават. Опитът на Тертер да спре татарите е неуспешен и той се принуждава да излезе от коалицията на Карл Анжуйски. Нещата все пак се развиват добре, тъй като Михаил VIII Палеолог умира същата година.
Георги I Тертер се възползва от смяната на властта в Цариград и започва преговори за сключване на мир с Византия. Освен това желае да разтрогне втория си брак и да върне в Търново първата си съпруга Мария от византийски плен. Успява в това си начинание, чрез което връща от Византия и сина си Теодор Светослав. Татарите отново нахлуват в българските земи през 1285 г. и цар Георги I Тертер бива принуден да се признае за васал на Ногай и да изпрати престолонаследника Теодор Светослав за заложник в Златната орда. Освен това той жени дъщеря си, чието име е неизвестно, за Чака – сина на Ногай. За известно време тези действия действително дават резултат, защото през следващите няколко години няма татарски набези на българска територия. Но положението със Златната орда отново се влошава през 1291 – 1292 г., от което се възползва опозицията в страната. През 1292 г. дворцов заговор принуждава Георги I Тертер да абдикира и да избяга във Византия, където търси убежище при василевса Андроник II. Както отбелязва византийският историк Георги Пахимер „Сам Тертер беше избягал при императора и пребиваваше някъде около Адрианопол, защото императорът беше отклонил молбата му за убежище, за да не би като го поиска Ногай, да предизвика гнева му, ако сам го приеме за молител“. Тъжната участ на царя е описана и във византийската поема „Птичеслов“ („Пулологос“):
| „ | Избяга ти, нещастният, и тук дойде в Романия (Тракия), а пък татарите навред те дирят да те хванат и цялата Романия съвсем опустошиха, за да те хванат, ала ти се скри и им убягна. | “ |

След бягството на царя търновският престол е зает от Смилец.

## Брак и потомство
Георги I Тертер се жени на два пъти:
∞ 1. за Мария, която според историка Пламен Павлов е дъщеря на деспот Яков Светослав. От този брак са и трите му деца – син и две дъщери:
- Тодор Светослав († 1322), български цар (1300 – 1322) ∞ 1). за Ефросина, дъщеря на Манкус и внучка на гръцкия търговец Пандолеон, от която има син Георги II Тертер; 2). за Теодора Палеологина, от която няма деца;
- Анна Тертер († след 1304) ∞ 1). за Стефан II Милутин, крал на Сърбия, от който има поне две деца – Стефан Дечански и Анна Неда; ∞ 2). за Димитър Михаил Дука Комнин Кутрулес, от кото се предполага, че също има неизвестни по брой и пол деца;
- Съпруга на Чака, ∞ за Чака.

∞ 2. за Кира-Мария, дъщеря на българския цар Мицо Асен, от която няма деца. Бракът е кратковременен и нежелан от Църквата и народа, като само след 4 години Георги I Тертер успява да върне от византийско заложничество първата си съпруга и престолонаследника Теодор Светослав.